# Prusias I.

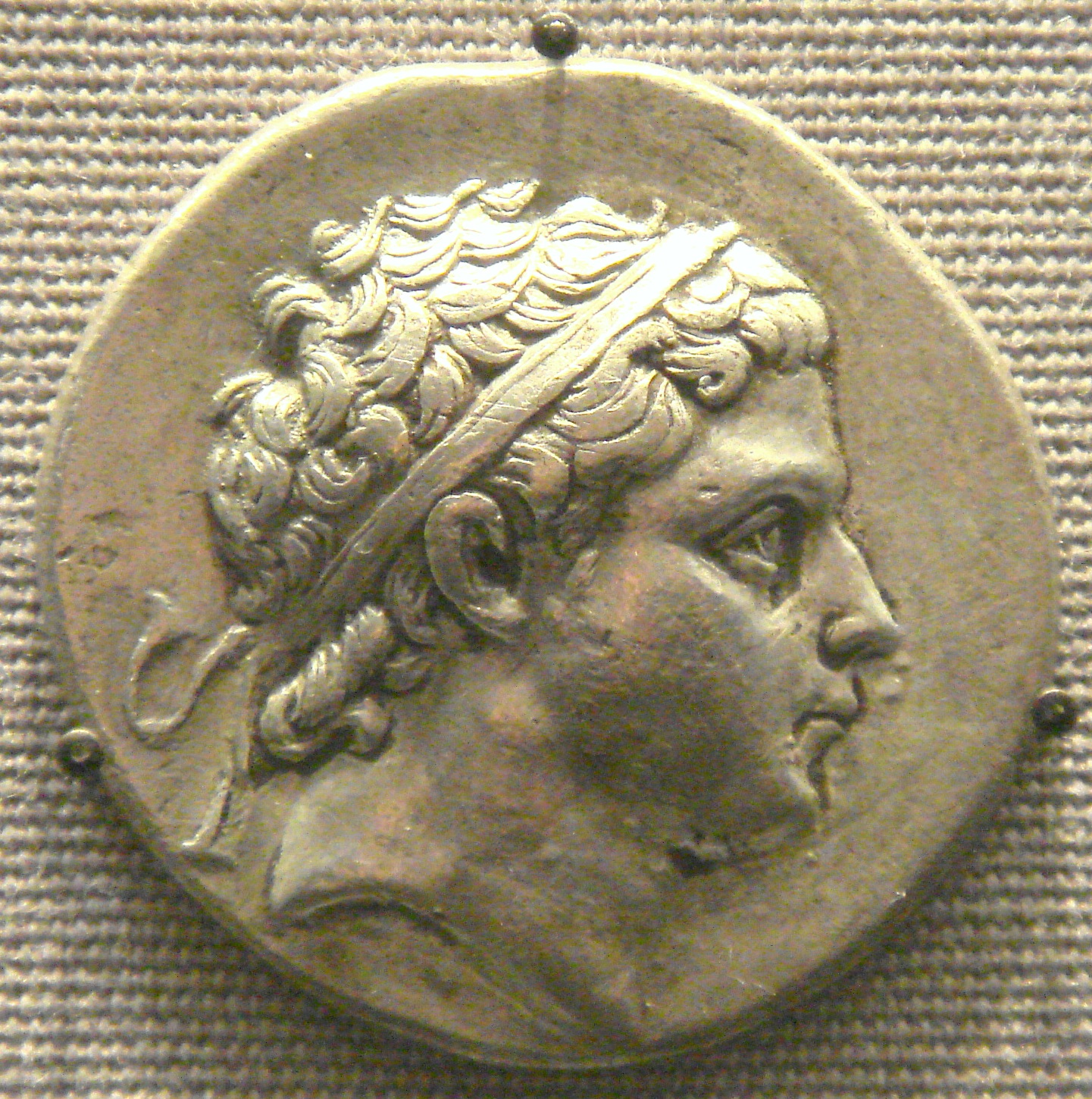
Tetradrachmon mit dem Konterfei Prusias I. (jung), British Museum

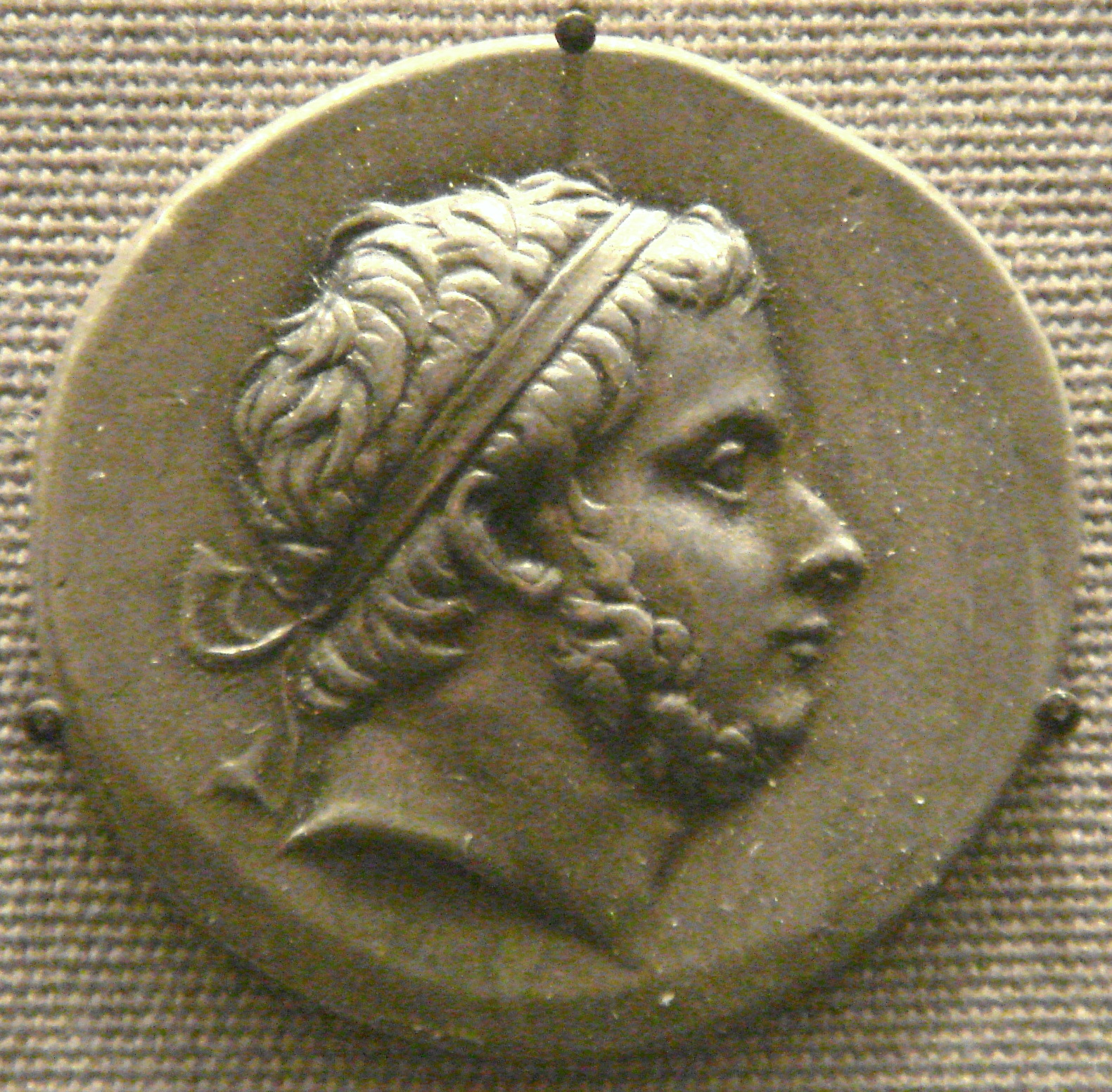
Tetradrachmon mit dem Konterfei Prusias I. (älter und mit Bart), British Museum

Prusias I. Cholos (altgriechisch Προυσίας Χωλός Prousías Chōlós, deutsch ‚der Lahme‘; † 182 v. Chr.) war König des Reiches Bithynien von ca. 228 v. Chr. bis zu seinem Tod. Er war ein Sohn des Ziaelas. Durch eine Heirat kam eine Allianz mit Philipp V. von Makedonien zustande.

## Leben
Als Rhodos 227 v. Chr. von einem Erdbeben heimgesucht wurde, unterstützte Prusias die betroffenen Einwohner der Insel. Mit den Rhodiern verbündet führte er Krieg gegen Byzantium, vermochte aber seine Eroberungen nicht zu behaupten, sondern musste sie 220 v. Chr. zurückgeben. Vier Jahre später, 216 v. Chr., besiegte er den keltischen Stamm der Aigosagen. Während des ersten makedonisch-römischen Kriegs war er mit König Philipp V. gegen Pergamon verbündet.  Er erweiterte damals das Gebiet Bithyniens in einer Serie von Kriegen gegen den pergamenischen König Attalos I. und gegen Herakleia Pontike am Schwarzen Meer.
Philipp V. überließ Prusias 202 v. Chr. die Hafenstädte Kios und Myrleia, die in Prusias ad Mare und Apameia umbenannt wurden. Als die Römer gegen den Seleukiden-König Antiochos III. kämpften, verhielt sich Prusias neutral. Führende Vertreter der bedeutenden römischen Patrizierfamilie der Scipionen garantierten ihm nämlich 190 v. Chr. die Wahrung seines Besitzstandes. Der Seleukidenherrscher hingegen forderte einfach seine Solidarität ein. Trotz des Versprechens der Scipionen verlangte der römische Senat im Folgejahr 189 v. Chr., dass Prusias Phrygien dem pergamenischen König Eumenes II. zurückgeben müsse. Daraufhin kam es zu einem fünf Jahre (bis 183 v. Chr.) dauernden Krieg zwischen Prusias und Eumenes II. Der bithynische König gewährte Hannibal Asyl, und dieser kämpfte für ihn gegen den Attaliden. Im Endeffekt sah sich Prusias trotzdem gezwungen, auf Phrygien zu verzichten. Auch musste er 183 v. Chr. dem Begehren von Titus Quinctius Flamininus Folge leisten, der die Auslieferung Hannibals forderte. Allerdings vergiftete sich der punische Feldherr, ehe er den Römern übergeben werden konnte. Prusias I. starb bald darauf 182 v. Chr. und ihm folgte sein Sohn Prusias II. auf den Thron.